# Victor Keller
Victor Keller (Dillenburg, 11. srpnja 1870. – Berlin, 11. kolovoza 1955.) bio je njemački general i vojni zapovjednik. Na početku Prvog svjetskog rata s činom bojnika služi kao prvi stožerni časnik u I. pričuvnom korpusu kojim je na Istočnom bojištu zapovijedao Otto von Below. S njime sudjeluje u Bitci kod Tannenberga. U siječnju 1915. premješten je na službu u stožer X. korpusa kojim je zapovijedao Walther von Lüttwitz. Na navedenoj dužnosti nalazi se do veljače 1916. kada postaje zapovjednikom 9. pješačke pukovnije. U kolovozu 1916. imenovan je načelnikom stožera LV. korpusa koju dužnost međutim, obnaša svega mjesec dana, s obzirom na to da je krajem kolovoza premješten u Zapovjedništvo Istok gdje obnaša dužnost prvog stožernog časnika. Predmetnu dužnost, tada s činom potpukovnika, obnaša do prosinca kada je imenovan načelnikom stožera Grupe armija Linsingen. Istodobno s tom dužnošću obnaša i dužnost načelnika stožera Armije Bug. U travnju 1918. postaje načelnikom stožera Grupa armija Gallwitz koja je formirana oko jedinica 5. armije. Istodobno s tom dužnošću obnaša i dužnost načelnika stožera 5. armije koju dužnost obnaša do početka rujna 1918. kada ga na tom mjestu zamjenjuje Georg Wetzell. Na dužnost načelnika stožera Grupe armija Gallwitz ostaje međutim, sve do početka studenog 1918. kada ga na tom mjestu zamjenjuje Traugott von Sauberzweig. Tijekom vojne karijere dostiže čin general bojnika.
Preminuo je 11. kolovoza 1955. godine u 86. života u Berlinu.

## Vanjske poveznice
(eng.) Victor Keller na stranici Axishistory.com

(češ.) Victor Keller na stranici Valka.cz